# Sowjetischer Eishockeypokal 1951
Die Saison 1951 war die erste Austragung des sowjetischen Eishockeypokals. Erster Pokalsieger wurde Krylja Sowetow Moskau. Bester Torschütze des Turniers war Wsewolod Bobrow mit 13 Toren.

## Teilnehmer
| Teams der Klass A: | Weitere Teams: |
| --- | --- |
| - Dynamo Leningrad - ODO Leningrad - Spartak Minsk - Dynamo Moskau - Krylja Sowetow Moskau - Spartak Moskau - WWS MWO Moskau - ZDKA Moskau - Daugava Riga - Dynamo Swerdlowsk - Dynamo Tallinn - Dserschinez Tscheljabinsk | - Lokomotive Charkiw - Chimik Elektrostal - Torpedo Gorki - Dserschinez Leningrad - ZDKA Moskau II - Spartak Petropawlowsk - WEF Riga - Spartak Tallinn - Spartak Vilnius |

## Ergebnisse

### Sechzehntelfinale
| Torpedo Gorki         | 2:6  | Dynamo Leningrad |
| Lokomotive Charkiw    | 1:9  | Dynamo Tallinn   |
| Spartak Petropawlowsk | 0:16 | ZDKA Moskau      |
| Spartak Moskau        | 15:1 | Spartak Vilnius  |
| Chimik Elektrostal    | 4:9  | Daugava Riga     |

### Achtelfinale
| ZDKA Moskau II        | 3:4  | Krylja Sowetow Moskau     |
| Dserschinez Leningrad | 2:6  | Dserschinez Tscheljabinsk |
| Dynamo Swerdlowsk     | 5:11 | Dynamo Leningrad          |
| Dynamo Tallinn        | 2:10 | Dynamo Moskau             |
| ZDKA Moskau           | 8:5  | Spartak Moskau            |
| Daugava Riga          | 1:3  | Spartak Minsk             |
| Spartak Tallinn       | 0:15 | ODO Leningrad             |
| WEF Riga              | 0:19 | WWS MWO Moskau            |

### Viertelfinale
| Krylja Sowetow Moskau | 9:0 | Dserschinez Tscheljabinsk |
| Dynamo Leningrad      | 5:8 | Dynamo Moskau             |
| ZDKA Moskau           | 8:1 | Spartak Minsk             |
| ODO Leningrad         | 3:6 | WWS MWO Moskau            |

### Halbfinale
| Krylja Sowetow Moskau | 4:3 | Dynamo Moskau  |
| ZDKA Moskau           | 0:3 | WWS MWO Moskau |

### Finale
| Krylja Sowetow Moskau | 4:3 | WWS MWO Moskau |

## Pokalsieger
| Pokalsieger Krylja Sowetow Moskau | Torhüter: Boris Saprjagajew, Wassili Tschepyschew Verteidiger: Anatoli Kostrjukow, Alfred Kutschewski, Nikolai Nilow Angreifer: Michail Bytschkow, Alexei Guryschew, Walentin Sacharow, Sergei Mitin, Juri Pantjuchow, Nikolai Parschin, Leonid Stepanow, Nikolai Chlystow Spielertrainer: Wladimir Jegorow |